# Martin Stahlberg
Martin Stahlberg (* 29. Januar 1985 in Kassel) ist ein ehemaliger deutscher Fußballspieler.

## Karriere
Martin Stahlberg begann in seinem Wohnort Seester bei Elmshorn mit dem Fußballspielen im TSV Seestermüher Marsch und kam über Raspo Elmshorn zum Hamburger SV. Nachdem er dort bis in die A-Jugend aufgestiegen war, spielte er in der Saison 2004/05 erstmals für die zweite Mannschaft des HSV in der Regionalliga.
Im Jahr darauf wechselte er zum Regionalligaaufsteiger Kickers Emden und 2006 zum Zweitligaabsteiger Rot Weiss Ahlen. Bei den Ahlenern wurde er eine wichtige Größe auf der rechten Mittelfeldseite und trug im Jahr des Wiederaufstiegs 2008 sieben Treffer zum Saisonerfolg bei. In der Saison 2008/09 gehörte er zum Profikader von Rot Weiss Ahlen in der 2. Bundesliga. Im Februar 2009 erlitt Stahlberg im Spiel beim FSV Frankfurt einen Kreuzbandriss und fiel den Rest der Saison aus. Nach der Saison 2008/2009 beendete er seine Karriere aufgrund der Sportinvalidität.

## Titel / Erfolge
- Aufstieg in die 2. Bundesliga 2008 mit Rot Weiss Ahlen